# Au am Rhein
Au am Rhein ist die nördlichste Gemeinde des Landkreises Rastatt in Baden-Württemberg. Zur Gemeinde Au am Rhein gehören keine weiteren Ortschaften.

## Geografie

### Nachbarorte
Die Gemarkung grenzt im Norden und Osten an Rheinstetten im Landkreis Karlsruhe, weiterhin an die Gemeinde Durmersheim. In Richtung Süden grenzt Au am Rhein an die Gemeinde Elchesheim-Illingen. Im Westen bildet der Rhein die Grenze, wobei der südliche Abschnitt der Rheingrenze zugleich die Staatsgrenze zu Frankreich ist. Die nördliche Gemeindegrenze ist gleichzeitig die südliche Grenze des ehemaligen Regierungsbezirks Nordbaden.

### Staatsgrenze
Als Besonderheit gilt der Grenzverlauf in nördlicher Richtung zum Ortsteil Neuburgweier der Stadt Rheinstetten: Das ehemals dort befindliche Zollhaus hatte den Namen Zollhaus-Neuburgweier, obwohl es auf der Gemarkung von Au am Rhein lag. Seit Aufhebung des Zollamtes wurde der Zollhafen, in dem die Zollboote vor Anker lagen, Zug um Zug in einen industriell genutzten Hafen umgewandelt. Der im dortigen Auer Altrhein befindliche Jachtclub blieb unverändert.
Seit 2004 gibt es eine gebührenpflichtige Autofähre von Neuburgweier nach Neuburg am Rhein. Vorher verkehrte dort eine Personen- und Fahrradfähre.

### Historische Geografie
Im Gemeindegebiet liegt die um 1080 und im 12. Jahrhundert genannte abgegangene Ortschaft Atenherd.
In der Nähe von Au am Rhein gab es im Mittelalter zwei weitere Dörfer, Merfeld (der Flurname „Meeräcker“ erinnert wohl daran; Richtung Illingen) und Atenherd, die wohl beide Überschwemmungen des Rheinstromes zum Opfer gefallen sind.

## Geschichte

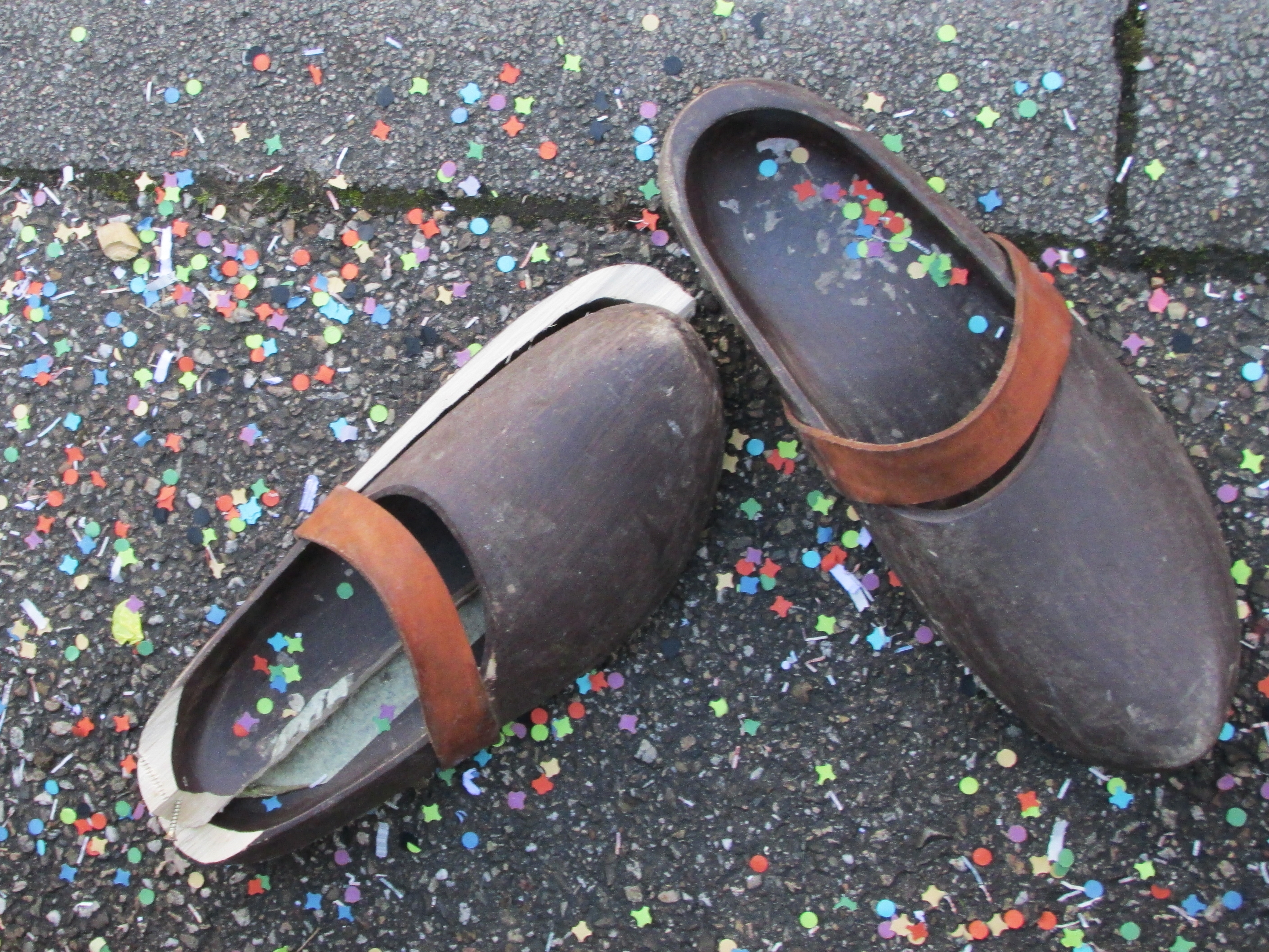
Auer Galepper

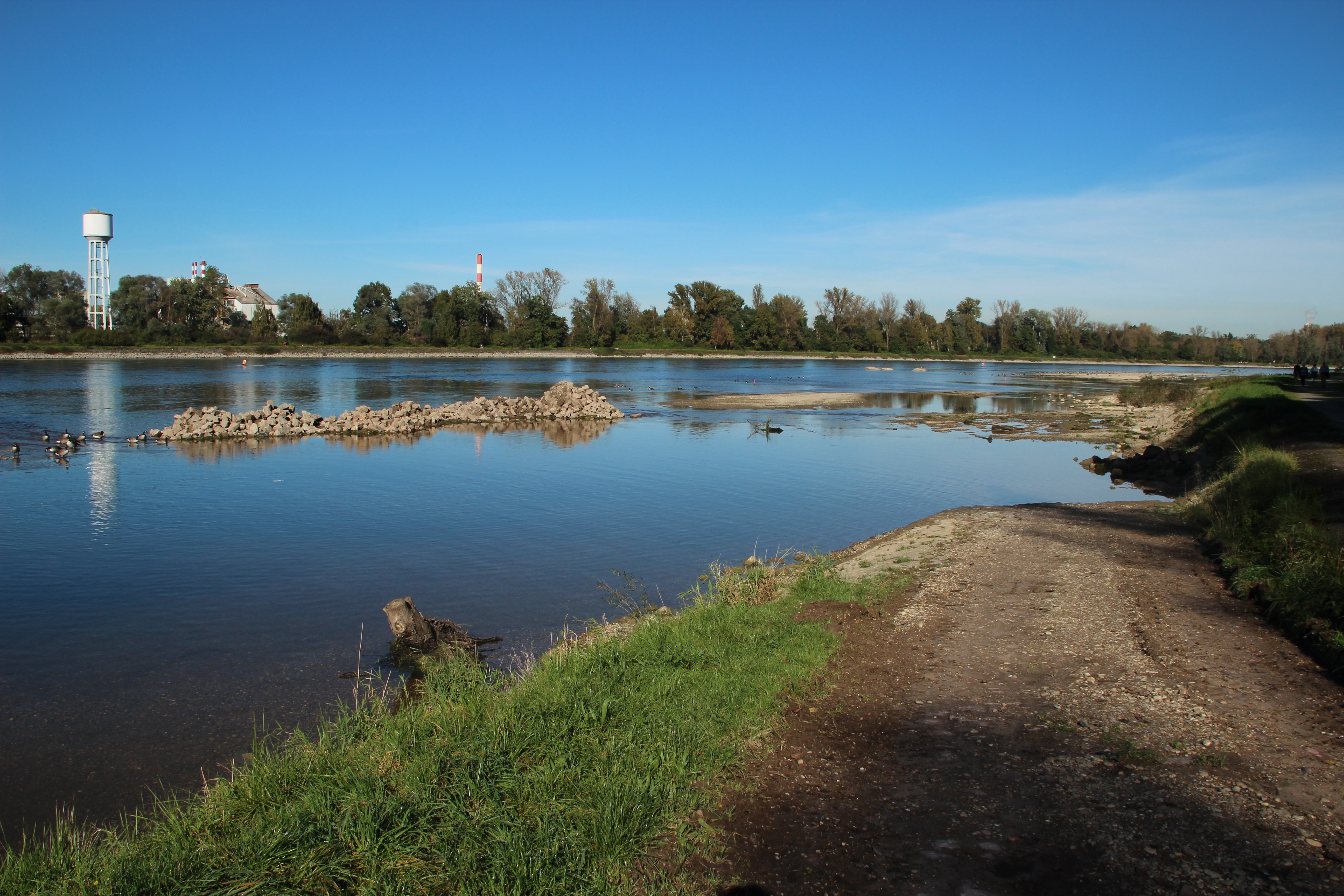
Tomateninseln

Bei Au am Rhein gab es bereits in römischer Zeit einen Rheinübergang, wie ein römischer Meilenstein beweist, der bis 1811 im Turm der Pfarrkirche eingemauert war (seitdem im Badischen Landesmuseum in Karlsruhe). Demnach verlief hier eine römische Straße von Baden-Baden her über den Rhein. Spuren einer der römischen Siedlung wurden 1898 im Gewann „Grubenäcker“ gefunden.
Im Jahr 830 erscheint der Ort erstmals als „Augia“. Damals vermachte ein Priester namens Milo seine Besitzungen im Ort dem Kloster Weißenburg im Elsass, das auch sonst hier begütert war. Im 10. Jahrhundert besaß das Kloster hier vier Eigenhöfe, 33 Knechtshöfe, 30 Wiesen, zwei Kirchen sowie das Zehntrecht, wie der im späten 13. Jahrhundert niedergeschriebene Codex Edelini belegt. Fast alle großen Klöster der Gegend hatten also in dem durch seine Lage wichtigen Ort Besitz: Dem Kloster Hirsau hatten die Grafen Gebhardt und Egeno von Urach um 1080 ihre in Au gelegenen Güter geschenkt; das Kloster Herrenalb hatte bereits um 1177 hier ebenfalls Besitz und erhielt 1258 durch Graf Eberhardt IV. von Eberstein weitere Güter. Schließlich muss auch die Abtei Lichtenthal hier begütert gewesen sein, denn Äbtissin und Konvent gaben ihren Besitz in Au 1371 dem Pforzheimer Bürger Dietrich Fladt zu Lehen.
Wie vielerorts im Ufgau lagen wesentliche Herrschaftsrechte zunächst bei den Eberstein und gingen von diesen auf die badischen Markgrafen über, im Fall von Au wahrscheinlich zusammen mit der Burg Alt-Eberstein im Jahr 1283. Als 1288 die Markgrafschaft zwischen Rudolf II. und Hermann VII. geteilt wurde, erhielt letzterer Au a. Rh. Auch den einstigen Weißenburger Klosterbesitz konnten die badischen Markgrafen an sich bringen, indem sie diesen als Lehen des Klosters erhielten (erstmals 1291 bezeugt). Seither war bzw. ist der Ort badisch; er gehörte zunächst zum Amt Kuppenheim, nach 1689 zum Oberamt Rastatt.
Kommunale Strukturen der Gemeinde Au a. Rh. sind seit dem späten 14. Jahrhundert nachweisbar; 1431 wird ein Schultheiß genannt, das Dorfgericht zählte im 16. Jahrhundert zwölf „Richter“. Ein Gerichtssiegel ist 1520 nachgewiesen; es zeigte ein Auge (möglicherweise als „sprechendes“ Wappen zum mittelhochdeutschen „Augia“) und war bis mindestens 1659 in Gebrauch. Durch ausgedehnten, auch linksrheinisch gelegenen Waldbesitz war die Gemeinde recht wohlhabend. Im Jahr 1631, mitten im Dreißigjährigen Krieg, konnte sie die hohe Summe von 10.000 fl. aufbringen, um damit den markgräflichen „Lohwald“ zu erwerben. Durch die Beschlüsse des Friedensvertrages von Luneville im Jahr 1801 verlor sie ihren linksrheinischen Besitz.
Bis weit ins 20. Jahrhundert hinein war Au eine kleinbäuerliche Gemeinde, wobei die Landwirtschaft immer unter dem noch nicht regulierten Rheinstrom zu leiden hatte. Dafür bot der Fluss durch Fisch- und Entenfang, Goldwäscherei und dem Treideln von Schiffen zusätzliche Erwerbsmöglichkeiten. Verschiedentlich gab es auch Fähren über den Rhein und während der zahlreichen Kriege des 17. und 18. Jahrhunderts auch provisorische Militärbrücken.
In der Weißenburger Zeit gab es hier zwei Kirchen; seit dem Hochmittelalter ist nur noch eine, die Pfarrkirche St. Andreas, belegt. Das Patronatsrecht lag schon früh bei den badischen Markgrafen (1388 genannt). Viel Streit gab es in den folgenden Jahrhunderten um den Zehntrecht, das teilweise dem Stift in Baden-Baden, teilweise verschiedenen niederadeligen Privatpersonen gehörte. In der mittelalterlichen Kirche, die am selben Platz stand wie die heutige, waren Fundstücke aus der Römerzeit vermauert. Die Kirche wurde 1726 gründlich erneuert, 1838 durch einen Neubau nach Plänen von Johann Ludwig Weinbrenner ersetzt. Im Zweiten Weltkrieg durch Artilleriebeschuss stark beschädigt, wurde 1962 der alte Chor abgebrochen und die Kirche um zwei Fensterachsen verlängert. In den Jahren 1995/96 erneut Renovationen und bauliche Veränderungen; künstlerische Gestaltung v. a. durch Emil Wachter.
Ein wenig außerhalb des Ortes wurde im Jahr 1720 durch Schultheiß Christian Höllig in Erfüllung eines wegen Krankheit abgelegten Gelübdes eine dem Hl. Antonius von Padua geweihte Kapelle erbaut, die um 1820 um 4 Fuß verlängert, 1887 durch einen Neubau im Stil der Renaissance ersetzt wurde. Im Inneren u. a. ein Antoniusbild, das Stefan Gerstner aus Mörsch im Jahr 1948 schuf.

### Einwohnerentwicklung
Die Einwohnerzahl von Au betrug im Jahr 1683 81 Familien, d. h. rund 400 Personen. Au am Rhein war damit die größte Gemeinde in der näheren Umgebung (Elchesheim zählte 18, Bietigheim 41, Durmersheim 30, Mörsch 34 und Neuburgweier nur neun Familien). 100 Jahre später, im Jahr 1788, betrug die Einwohnerzahl 752, im Jahr 1809 lag sie bei 814, die 1000-Einwohner-Grenze wurde in der Mitte des 19. Jahrhunderts erreicht. Durch die große Auswanderung – rund 250 Auer verließen ihre Heimat, größtenteils in die USA – stagnierte die Bevölkerungsentwicklung längere Zeit und zog erst zum Ende des 19. Jahrhunderts wieder stärker an. An Gefallenen hatte die Gemeinde im Ersten Weltkrieg 63, im Zweiten Weltkrieg 103 zu beklagen. Nach dem Krieg, 1955, wohnten hier 2077 Menschen, aktuell rund 3500.
In den letzten 20 Jahren ist die Einwohnerzahl etwa um ein Drittel gestiegen. Dieses ist darin begründet, dass die Umlegung von Baugebieten auch Ortsfremden die Möglichkeit gab, Grundstücke zu erwerben.
Ein weiterer Punkt für den Einwohneranstieg war, dass die Bekämpfung der Rhein-Schnaken (Stechmücken) zunehmend erfolgreich durchgeführt wurde.

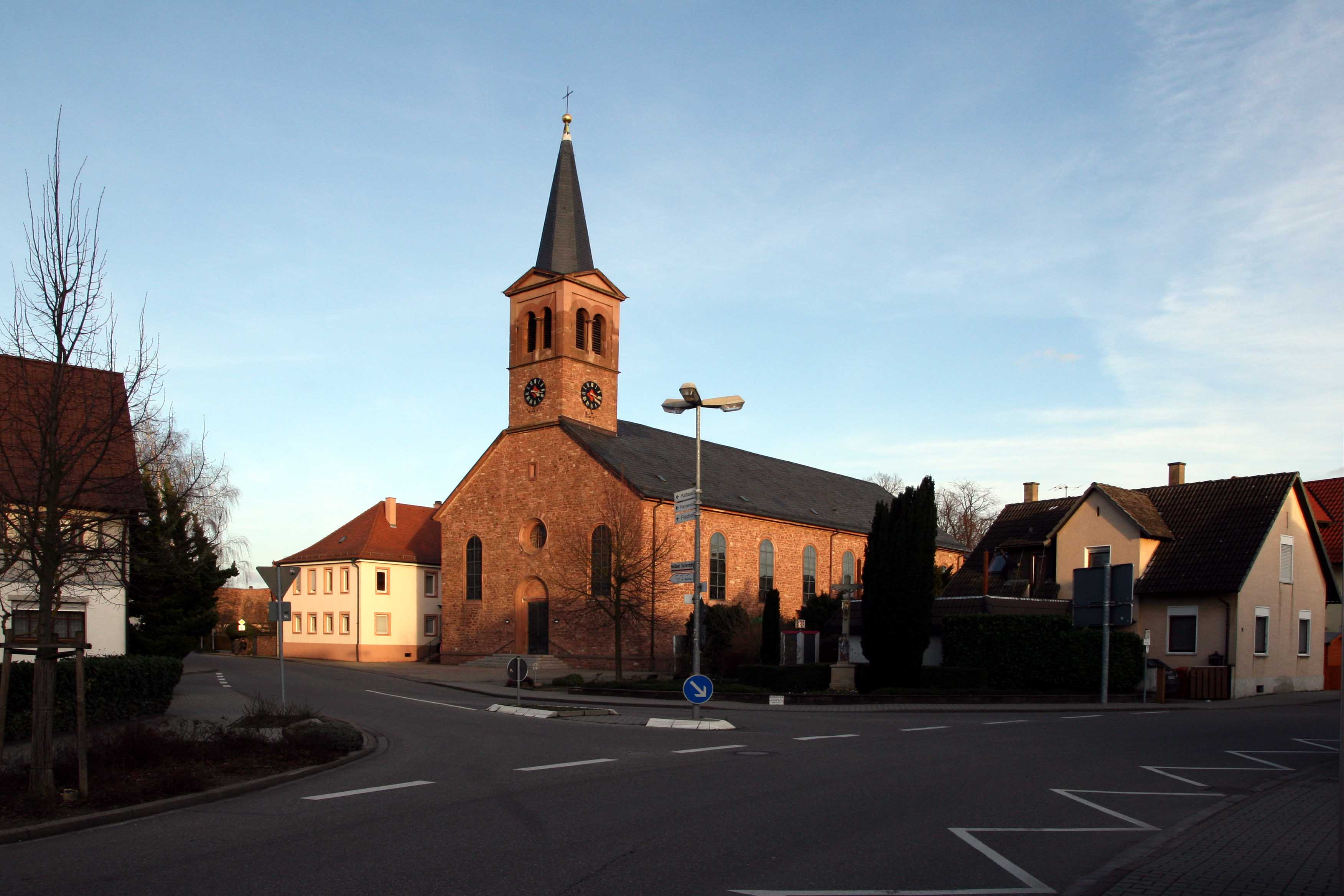
Kirche St. Andreas

## Religionen
Die Reformation ist an Au vorübergegangen. Deshalb gibt es im Ort auch heute lediglich die römisch-katholische Kirche St. Andreas. Sie wurde 1838/39 nach Plänen von Johann Ludwig Weinbrenner  an Stelle einer Vorgängerkirche errichtet. Die wenigen evangelischen Gläubigen werden von Durmersheim aus geistlich versorgt.

## Politik

### Gemeinderat
Der Gemeinderat hat 12 ehrenamtliche Mitglieder, die für fünf Jahre gewählt werden. Hinzu kommt die Bürgermeisterin als stimmberechtigte Gemeinderatsvorsitzende.
Die Kommunalwahl 2024 führte zu folgendem Ergebnis (in Klammern: Unterschied zu 2019):
| Gemeinderat 2024               | Gemeinderat 2024 | Gemeinderat 2024 | Gemeinderat 2024 | Gemeinderat 2024 |
| Partei / Liste                 | Stimmenanteil    | Sitze            |                  |                  |
| ------------------------------ | ---------------- | ---------------- | ---------------- | ---------------- |
| Freie Wähler                   | 52,1 % (−0,1)    | 6 (±0)           |                  |                  |
| CDU                            | 31,3 % (−3,3)    | 4 (±0)           |                  |                  |
| SPD                            | 16,6 % (+3,2)    | 2 (±0)           |                  |                  |
| Wahlbeteiligung: 71,6 % (-0,2) |                  |                  |                  |                  |

### Bürgermeister
Seit dem 1. Juni 2017 ist Veronika Laukart (CDU) Bürgermeisterin der Gemeinde. Sie setzte sich am 9. April 2017 im zweiten Wahlgang mit 60,3 Prozent der Stimmen bei einer Wahlbeteiligung von 73,4 Prozent gegen vier Gegenkandidaten durch, nachdem sie bereits im ersten Wahlgang in Führung gelegen hatte. Am 16. März 2025 wurde sie mit 55,9 Prozent der Stimmen für eine zweite Amtszeit wiedergewählt.
Zuvor war Hartwig Rihm (* 1949) (CDU) von 1985 bis 2017 32 Jahre lang Bürgermeister der Gemeinde.

### Verwaltung
Die Gemeinde Au gehört dem Gemeindeverwaltungsverband Durmersheim mit Sitz in Durmersheim an; weitere Mitgliedsgemeinden sind Bietigheim und Elchesheim-Illingen.

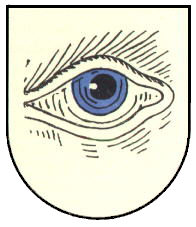
Altes Wappen

### Wappen
Blasonierung: In von Blau und Grün durch einen erniedrigten silbernen (weißen) Wellenbalken geteiltem Schild ein silberner (weißer) Reiher mit schwarzen Beinen.
Von 1901 bis ins Jahr 1978 zeigte das Wappen ein Auge und bezog sich damit auf das älteste bekannte Gemeindesiegel aus dem Jahr 1520.

## Naturschutzgebiete
Auf dem Gebiet Au am Rheins liegen zwei Naturschutzgebiete:
1. Das eine Naturschutzgebiet sind die Rheinwälder an den Rheinauen
2. Das zweite Naturschutzgebiet ist der Rottlichwald. Dort fließt auch der Gießengraben, welcher die Grenze zu Durmersheim-Würmersheim bildet.

## Wirtschaft und Infrastruktur

### Verkehr
Drei Landesstraßen führen in die oben genannten Nachbarorte. Eine asphaltierte Straße führt zum ca. 3 km westlich gelegenen Rhein. Anschlüsse an die A 5 sind in Rastatt, Ettlingen oder Karlsruhe. Die nächste Bundesstraße ist die B 36 in Durmersheim, die nach Karlsruhe und Rastatt führt. Hier befinden sich Stationen der Stadtbahn Karlsruhe, Durmersheim Nord und Durmersheim an der Bahnstrecke Mannheim–Rastatt. Es bestehen Busverbindungen. Das Landschaftsbild ist durch Hochspannungsleitungen mit auffälligen Tonnenmasten geprägt, die eine ganze Region mit Strom versorgen.
Durch Au verläuft die rechtsrheinische Variante des Rheinradwegs, der von der Quelle des Rheins am Oberalppass im Schweizer Kanton Graubünden bis zur Mündung bei Rotterdam führt. Er verläuft über Elchesheim-Illingen nach Au am Rhein und weiter nach Rheinstetten (Neuburgweier, Mörsch und Forchheim). Der Radfernweg ist als Eurovelo-Route 15 (Rheinradweg) und als D-Route 8 (Rhein-Route) ausgewiesen.

### Bildung
Au verfügt über eine Grund- und Hauptschule mit Werkrealschule. Zudem gibt es einen römisch-katholischen Kindergarten im Ort.

## Persönlichkeiten
- Bernhard Heck (* 1951 in Au am Rhein), Geodät und Hochschulprofessor
- Oliver Semmle (* 1998 in Au am Rhein), Fußball-Profi bei Philadelphia Union